# Fritz Graebner
Robert Fritz Graebner, född 4 mars 1877, död 3 juli 1934, var en tysk antropolog.
Graebner, som 1925-28 var museidirektör och professor i Köln, var en av de mest kända representanterna för den så kallade kulturkretsläran inom den kulturhistoriska antropologin, till vilken läras utveckling han bidrog med flera arbeten: "Kulturkreise und Kulturschichten in Oceanien" (i Zeitschrfit für Ethnologie, 1905), Methode der Ethnologie (1911).